# Schiffdorferdamm
Schiffdorferdamm (niederdeutsch Schippdörperdamm) ist ein Stadtteil im Stadtbezirk Süd der Stadtgemeinde Bremerhaven im Land Bremen.

## Geografie
Schiffdorferdamm liegt im Osten der Stadt und grenzt im Westen an den Stadtteil Geestemünde, im Osten an die Gemeinde Schiffdorf.

## Geschichte
Schiffdorferdamm gehörte früher zur Gemeinde Schiffdorf, die 1139 erstmals urkundlich erwähnt wurde. Die ersten Siedler waren in Schiffdorferdamm um 1780 anzufinden. 1842 erfolgten weitere Ansiedlungen und Ende des 19. Jahrhunderts wuchs die Zahl der neuen Siedler erheblich, da es hier billiges Bauland gab. Der „Damm“ wurde städtischer Vorort für Arbeiter, im Unterschied zum eher bäuerlich geprägten Schiffdorf. Der Orts- später Stadtteil Schiffdorferdamm mit etwa 1000 Einwohnern wurde 1927 von der Gemeinde Schiffdorf abgetrennt und nach Wesermünde eingegliedert. Mehr als zwei Drittel des Ortsteiles bestanden aus Wiesen und Feldern. Der Ortsteil gehört seit 1947 zu Bremerhaven. Von Dezember 1947 bis Juni 1958 fuhren Oberleitungsbusse nach Schiffdorferdamm. Die Endstation war in der niedersächsischen Gemeinde Schiffdorf. An der Nordseite der Schiffdorfer Chaussee wurde 1949 eine Halle für die O-Busse gebaut. 1971 wurde Schiffdorferdamm durch eine Neueinteilung der Ortsteile in Bremerhaven zum Stadtteil. Ab 1972 entstand das Zentralkrankenhaus Reinkenheide; heute das Klinikum Bremerhaven mit rund 1700 Mitarbeitern und 700 Betten.
Einwohnerentwicklung
| Jahr | Einwohner | Quelle |
| ---- | --------- | ------ |
| 1927 | 01000 ¹   |        |
| 2000 | 2469      | [ 5 ]  |
| 2005 | 2668      | [ 6 ]  |
| 2010 | 2539      | [ 7 ]  |
| 2015 | 2483      | [ 8 ]  |
| 2018 | 2646      | [ 1 ]  |

¹ Angabe: etwa
|  |

## Öffentliche Einrichtungen

### Allgemein
- Klinikum Bremerhaven (ehem. Zentralkrankenhaus Reinkenheide)
- Park Reinkenheide

### Soziales
- Kindertagesstätte in der Karl-Lübben-Straße
- Freizeitheim an der Carsten-Lücken-Straße

### Bildung
- Veernschule, Grundschule an der Schiffdorfer Chaussee

### Kirche
- Kirchlich wird Schiffdorferdamm von der ev.-luth. Kirche  Schiffdorf betreut.

### Sport
- SC Schiffdorferdamm von 1971 mit Sportanlagen an der Carsten-Lücken-Straße
- Schiessklub Schiffdorferdamm an der Carsten-Lücken-Straße
- Reitclub Bremerhaven an der Reinkenheide 25

## Verkehr

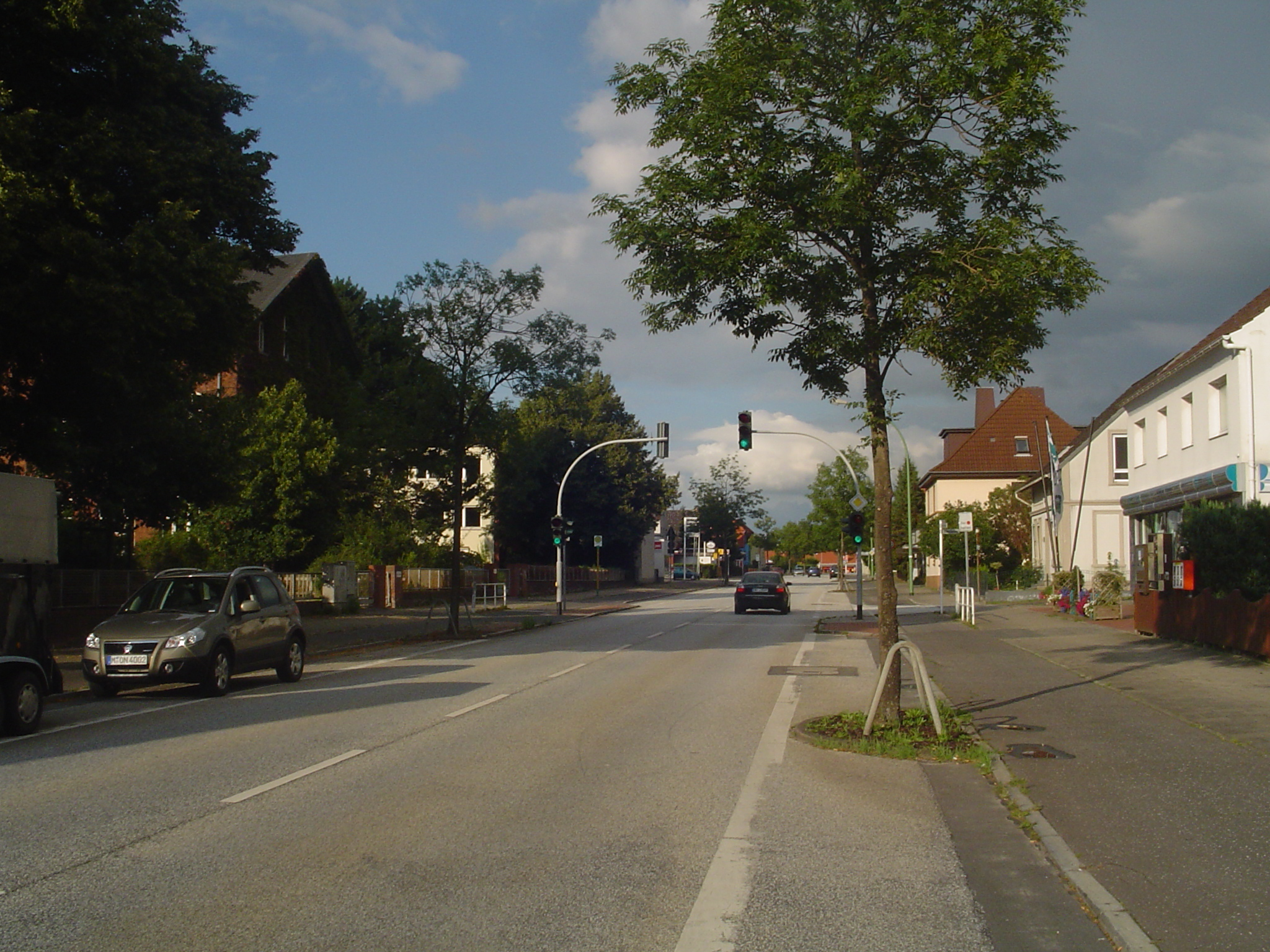
Schiffdorfer Chaussee

Durch Schiffdorferdamm verläuft die Schiffdorfer Chaussee, die den Stadtteil an die Innenstadt und die Bundesautobahn 27 anbindet.
Die Linien 507, 508 und 517 sowie nachts der ML (Moon-Liner) führen durch den Stadtteil.